# Crudia velutina
Crudia velutina är en ärtväxtart som beskrevs av Henry Nicholas Ridley. Crudia velutina ingår i släktet Crudia, och familjen ärtväxter. Inga underarter finns listade i Catalogue of Life.